# Divisione No. 14 (Manitoba)
La Divisione No. 14, o South Interlake (parte della Interlake Region) è una divisione censuaria del Manitoba, Canada di 18.118 abitanti.

## Comunità
- Rosser
- Stonewall
- Stony Mountain
- Teulon
- Warren